# 北辰堂出版
北辰堂出版株式会社（ほくしんどうしゅっぱん）は、日本の出版社。

## 概要
2002年（平成14年）、新宿区で創業。同人誌のヒット作を集めたアンソロジーコミックを出版、出版点数は現在200点に及ぶ。
2008年（平成20年）より一般書籍の刊行にも力を入れている。

## 出版物
- 新井恵美子　美空ひばりふたたび　2008年
- 玉木宏樹　贋作・盗作音楽夜話　2010年
- 新井恵美子　八重の生涯　2012年
- 塩澤実信　昭和の歌手100列伝　2014年
- 南村喬之　伝説の画家　南村喬之の世界（三部作、文・構成　テリー下沢）2015年
- テリー下沢　昭和アニメソングベスト100　2016年
- 森彰英「あしたのジョー」とその時代　2016年
- 塩澤実信　不滅の昭和歌謡　あの歌手にこの名曲あり　2017年

### シリーズ
- 北辰コミック